# Hale-Bopp
Hale-Bopp, ou C/1995 O1, foi um dos maiores cometas observados no século XX e um dos mais brilhantes da segunda metade do século XX. Pôde ser contemplado a olho nu durante 18 meses, quase o dobro do tempo do Grande cometa de 1811. Possui entre 40 e 80 km de diâmetro.
Foi descoberto a 23 de julho de 1995 a uma grande distância do Sol, criando-se desde logo uma grande expectativa de que este seria um cometa muito brilhante quando passasse perto da Terra. O brilho de um cometa é algo muito difícil de prever com exactidão, mas o Hale-Bopp superou todas as expectativas quando atingiu o periélio a 1 de abril de 1997. Foi denominado o Grande Cometa de 1997.
A sua passagem deu origem a alguma preocupação e receio por parte da população, uma vez não eram observados cometas com estas características havia várias décadas. Surgiram inclusive rumores de que uma grande nave extraterrestre estaria no seu encalço, o que levou a um suicídio em massa entre os seguidores da seita Heaven's Gate.

## Descoberta

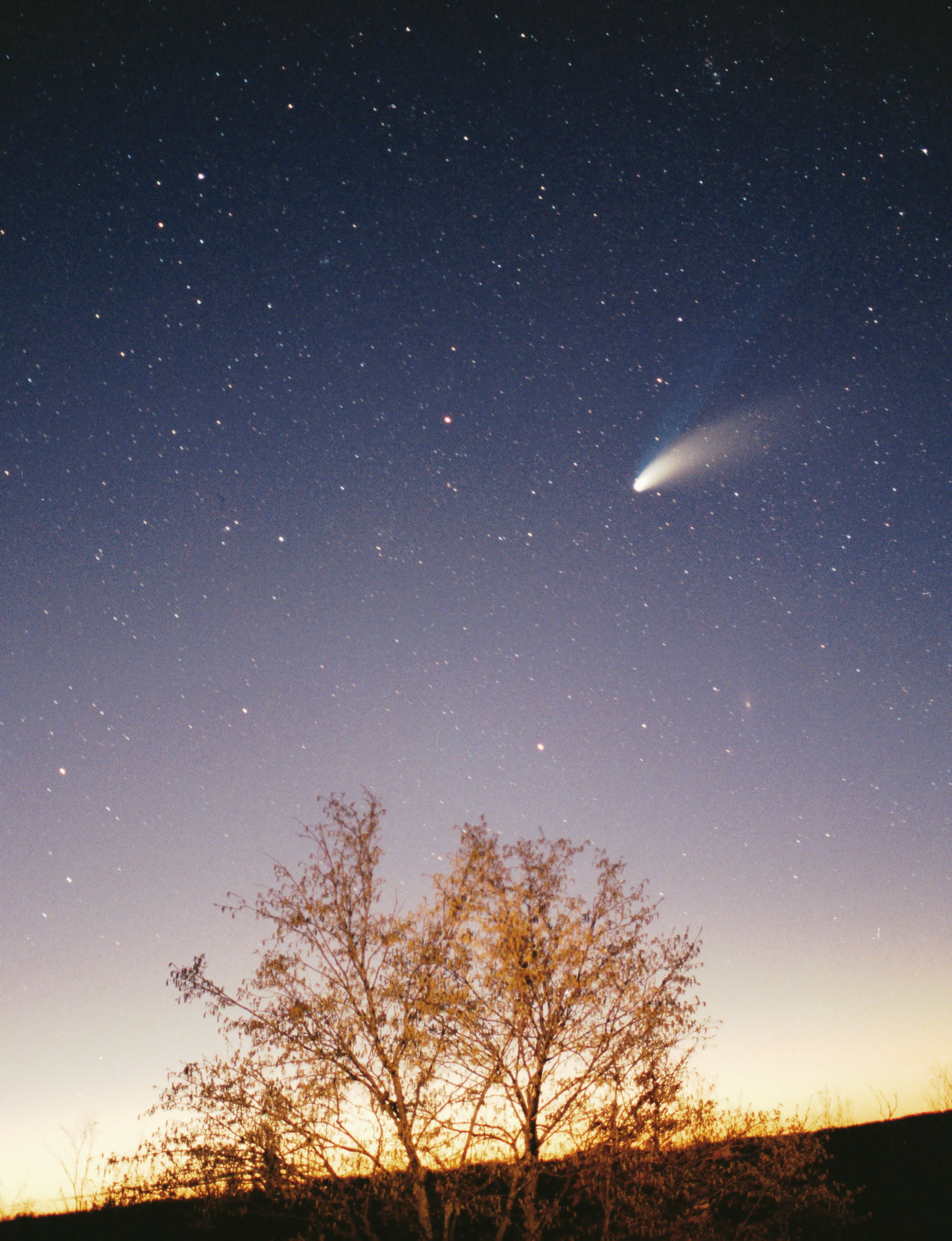
O cometa ganhou estatuto de grande cometa no início do ano de 1997.

O cometa foi descoberto por dois observadores independentes, Alan Hale e Thomas Bopp, ambos nos Estados Unidos.
Alan Hale passara centenas de horas procurando novos cometas sem sucesso. Realizava uma busca sistemática por cometas conhecidos em Cloudcroft, Novo México, quando, no dia 23 de Julho de 1995, descobriu um objecto brilhando a uma magnitude de 10,5, perto do enxame globular Messier 70, na constelação de Sagittarius, pouco depois da meia-noite. Hale, numa primeira análise, certificou-se que não existiria nenhum objecto de céu profundo perto de M70, tendo depois consultado um directório de cometas conhecidos, levando-o à conclusão de que nenhum objecto conhecido estaria nesta parte do céu. Uma vez confirmado que o objecto estava em movimento em relação às estrelas de fundo, enviou um e-mail para o Central Bureau for Astronomical Telegrams, a entidade responsável pela divulgação e confirmação de descobertas astronómicas.
Por sua vez, Thomas Bopp não possuía telescópio próprio. Durante uma confraternização com amigos, enquanto observava o céu com o telescópio de um deles, deparou-se com um objecto que parecia não estar catalogado nos seus atlas celestes. Quando confirmou que não existiam outros objectos de céu profundo nas proximidades de M70, contactou o Central Bureau for Astronomical Telegrams por telegrama. Na manhã seguinte, confirmou-se realmente tratar-se de um novo cometa, nomeado de Hale-Bopp, com a designação C/1995 O1. A descoberta foi anunciada pela Circular IAU 6187 da União Astronómica Internacional.

## Aproximação

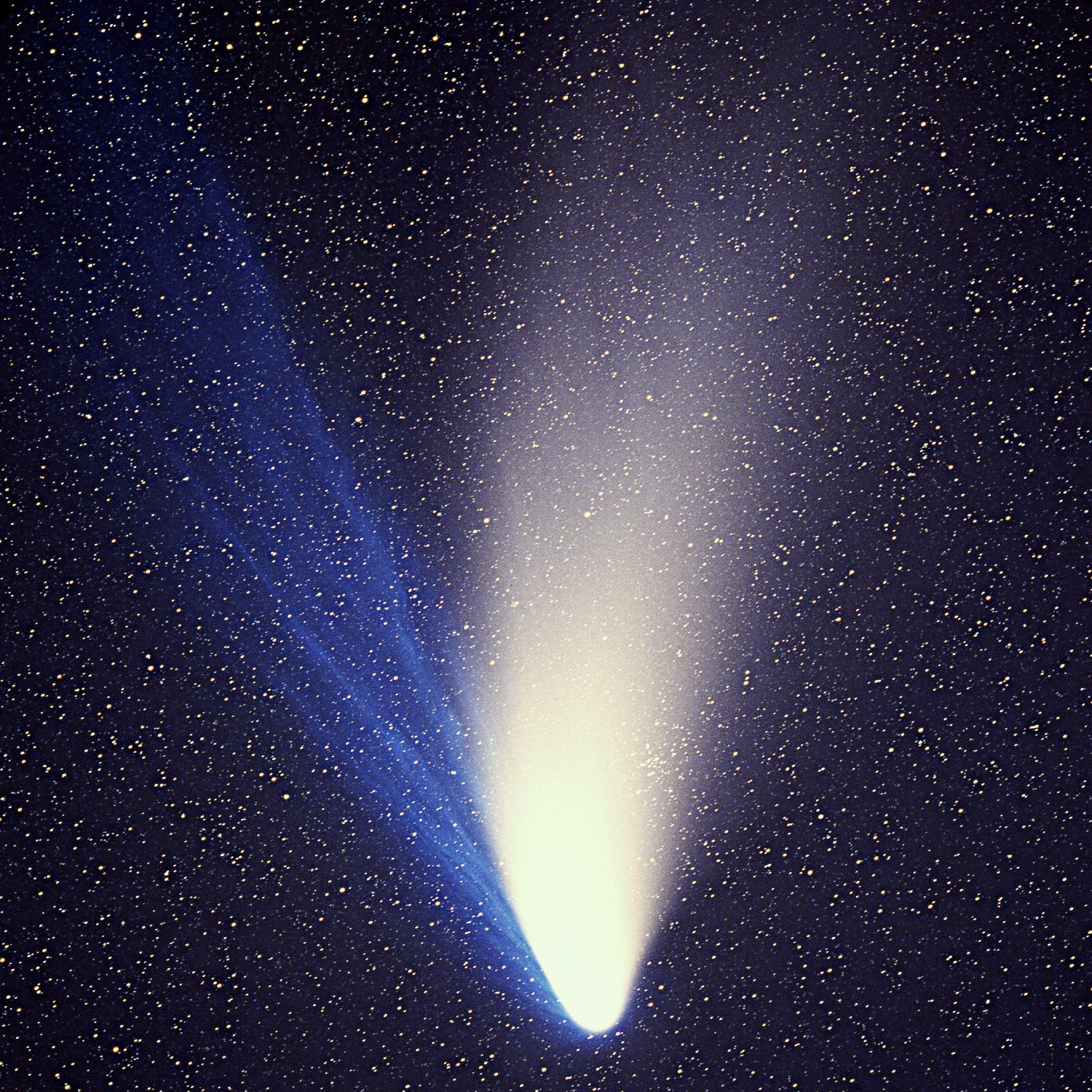
Hale-Bopp em abril de 1997

Ficou desde logo claro que o Hale-Bopp não era um cometa comum: ao se calcular a sua órbita, constatou-se que este se encontrava a 7,2 unidades astronómicas (UA) do Sol, posicionando-se entre Júpiter e Saturno, a maior distância à Terra alguma vez observada em um cometa recém-descoberto. A maioria dos cometas que se encontram a essa distância são apenas perceptíveis como pontos pouco luminosos e a sua actividade é insignificante. No entanto, o Hale-Bopp já possuía uma cauda observável. Numa imagem de 1993 tirada pelo Telescópio Anglo-Australiano já se observava o cometa, na altura negligenciado, a 13 UA do Sol, uma distância a que normalmente não se consegue observar esses astros;  por exemplo, o cometa Halley é 50 000 vezes menos luminoso à mesma distância do Sol. As análises indicam que o seu núcleo mede cerca de 50 quilómetros de diâmetro, três vezes o do Halley.
A sua surpreendente actividade e a grande distância indicavam que o cometa seria muito brilhante ao alcançar o seu periélio em 1997. No entanto, os especialistas foram cautelosos nas suas previsões, devido à dificuldade em prever com exactidão o brilho do cometa. Anos antes, em 1973, anunciou-se que o Cometa Kohoutek seria o cometa do século devido ao seu brilho, saindo, no entanto, as expectativas defraudadas.

## Periélio
O Hale-Bopp tornou-se visível a olho nu durante o Verão de 1996, e ainda que o seu brilho se tivesse reduzido consideravelmente na última metade daquele ano, os cientistas continuavam optimistas em relação à possibilidade de que se tornaria muito brilhante. Em Dezembro de 1996 estava demasiado perto do Sol (devido à posição orbital da Terra) para poder ser observado, mas quando reapareceu em janeiro de 1997 já era suficientemente brilhante para que qualquer pessoa que olhasse para o céu o pudesse observar, inclusive nas grandes cidades, cujos céus se encontram, geralmente, fortemente afectados pela poluição luminosa.

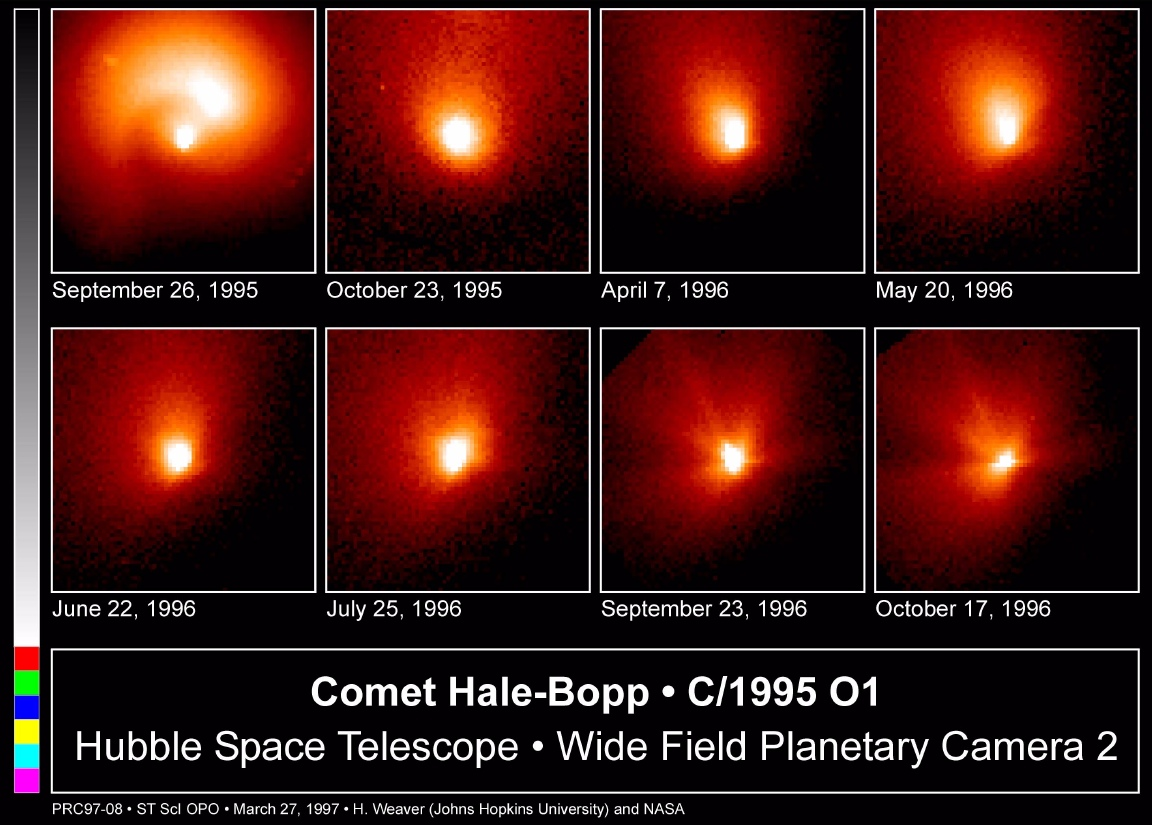
A evolução do cometa Hale-Bopp captada pelo Telescópio Espacial Hubble, enquanto se aproximava do periélio.

Nessa altura, a Internet era um fenómeno em crescimento, e numerosas páginas web que acompanhavam o progresso do cometa e que forneciam imagens diárias a partir de vários locais do mundo tornaram-se muito populares. A Internet desempenhou um papel fundamental, até essa data sem precedentes, ao alimentar o interesse público no fenómeno Hale-Bopp.
À medida que o cometa se aproximava do Sol, continuava a resplandecer, brilhando com magnitude 2 em fevereiro e mostrando um cada vez maior par de caudas, uma formada por gás azul, alinhando-se directamente na direcção do Sol, e outra por pó amarelo curvando-se ao longo da sua órbita. A 9 de Março, um eclipse solar na Mongólia e Este da Sibéria permitiu aos observadores nestas regiões observar o cometa em pleno dia. A maior aproximação de Hale-Bopp à Terra ocorreu em 22 de março de 1997, a uma distância de 1,315 UA.
Durante o seu periélio no dia 1 de Abril de 1997, o cometa brilhou mais que qualquer outra estrela no céu, com a excepção de Sirius, e as suas duas caudas separavam-se entre 30 e 40 graus ao longo do plano celeste. O cometa era suficientemente visível para ser observado muito antes do escurecimento total do céu, e uma vez que este, ao contrário de muitos grandes cometas, atingiu o periélio relativamente distante do Sol, foi visível durante grande parte da noite para os observadores localizados no hemisfério norte.
Apesar da sua grande luminosidade, poderia ter sido ainda mais impressionante caso tivesse passado mais perto da Terra, como aconteceu com o cometa Hyakutake (C/1996 B2) em 1996. A sua cauda teria ocupado todo o céu e seria mais brilhante que a lua cheia. De qualquer forma, apesar da sua aproximação máxima à Terra ter sido superior a 1 UA (uma distância que teria tornado muitos cometas invisíveis), o Hale-Bopp ocupava cerca de metade do céu com as suas duas caudas, ainda que o final destas fosse demasiado débil para ser observado sem recorrer ao auxílio de um instrumento óptico.[carece de fontes?]

## Após periélio

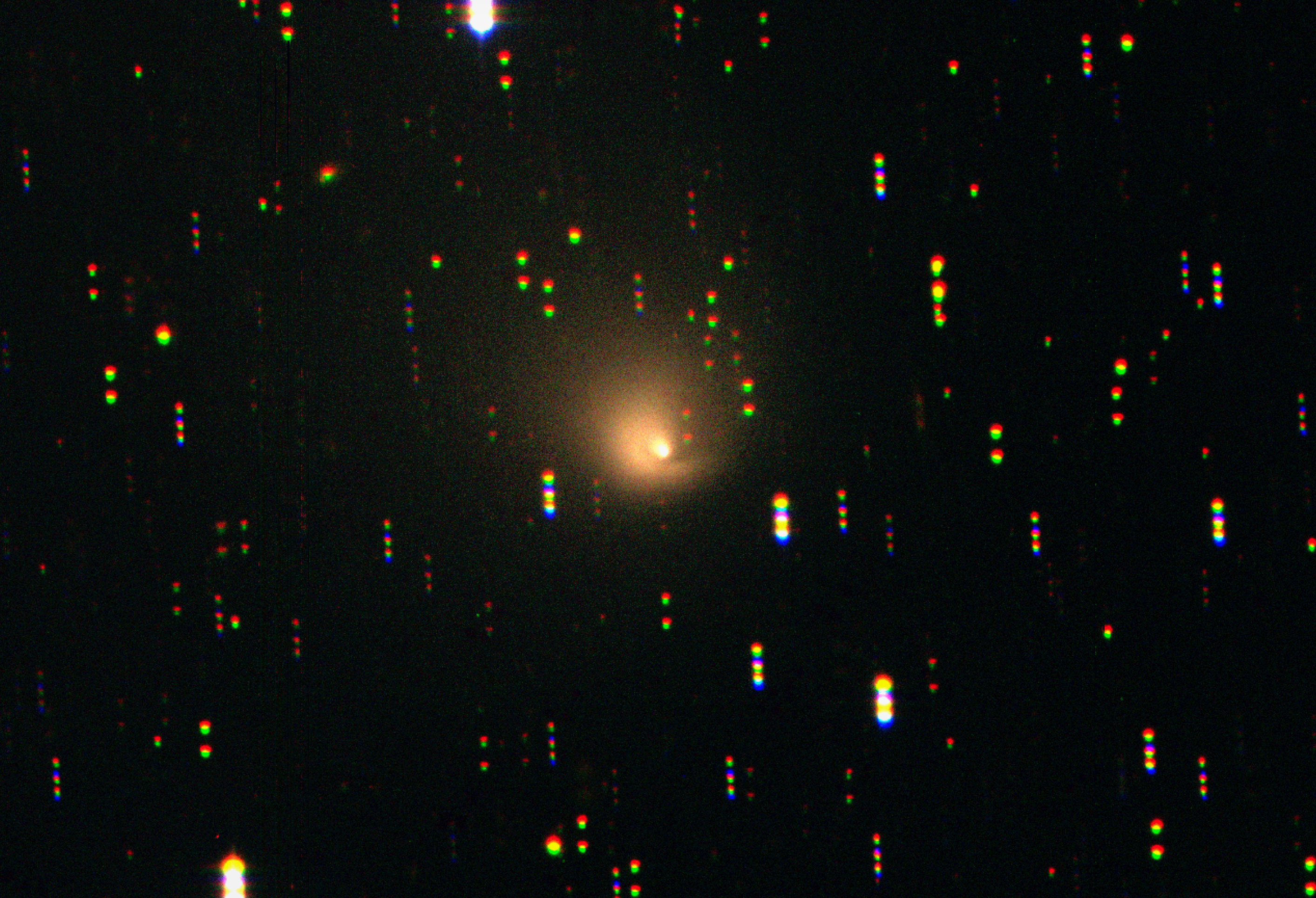
Cometa Hale-Bopp, ainda ativo a distância de aproximadamente 2 000 milhões de quilômetros do Sol.

Após a passagem do periélio, o cometa deslocou-se em direcção ao hemisfério sul celeste, o que representou o fim do espectáculo para um grande número de observadores. Para os habitantes do hemisfério sul, o cometa foi muito menos impressionante que no hemisfério norte. No entanto, neste hemisfério foi possível observá-lo enquanto desaparecia gradualmente durante o Verão e Outono de 1997. As últimas observações feitas a olho nu ocorreram em dezembro de 1997, significando um novo recorde e o término de um período de 569 dias, cerca de 18 meses e meio, em que foi possível a sua observação sem recurso a instrumentação. O recorde anterior pertencia ao Grande cometa de 1811, que permaneceu visível durante quase nove meses.
À medida que o cometa saía de cena e perdia luminosidade, continuava a ser vigiado pelos astrónomos. Em janeiro de 2005 o cometa, que já estava para lá da órbita de Urano, a uma distância de aproximadamente 21 UA da Terra, continuava a ser observável através do uso de grandes telescópios. Observações desse ano demonstraram que ainda era distinguível uma cauda.
Os astrónomos esperam que o cometa se mantenha observável através de grandes telescópios provavelmente até o ano 2020, altura em que brilhará com uma magnitude de 30. Uma vez atingido este ponto, será muito difícil a sua distinção do grande número de galáxias e estrelas distantes que possuem um brilho semelhante.[carece de fontes?]

## Alterações orbitais
O último periélio do Hale-Bopp ocorreu, provavelmente, há 4 200 anos. A sua órbita é quase perpendicular ao plano da eclíptica, o que significa que aproximações a muito curta distância de planetas são raras. No entanto, em março de 1997, o cometa passou a cerca de 0,77 UA de Júpiter, o suficiente para que a sua órbita fosse afectada pela gravidade do gigante gasoso. Assim sendo, a sua órbita reduziu-se consideravelmente, pelo que voltará ao Sistema Solar interno dentro de 2 380 anos. A sua posição mais distante do Sol (afélio) viu-se desta forma reduzida de 525 UA para aproximadamente 360 UA.

## Observações científicas
O cometa Hale-Bopp foi alvo de intensas observações pelos astrónomos durante a sua passagem pelo periélio, tendo destas resultado importantes avanços e descobertas para a ciência cometária.[carece de fontes?]

### Cauda de sódio

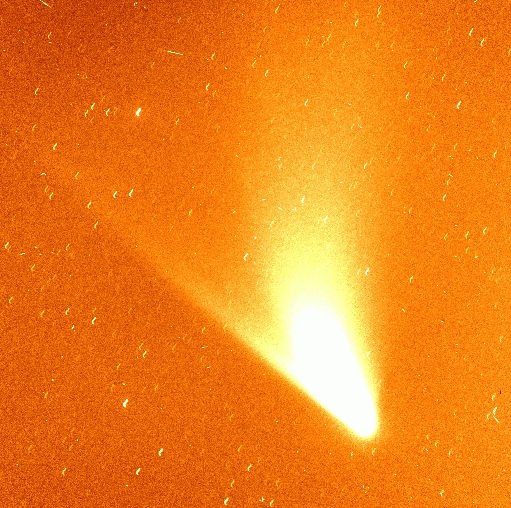
A cauda de sódio de Hale-Bopp.

Uma das descobertas mais inesperadas foi a de que o cometa possuía um terceiro tipo de cauda. Para além dos conhecidos rastros de pó e gás, o Hale-Bopp possuía uma terceira e débil cauda de sódio, apenas visível com o recurso a potentes instrumentos de observação equipados com filtros apropriados. Antes já se haviam observado emissões de sódio noutros cometas, mas nunca provenientes de uma cauda. A cauda de sódio do Hale-Bopp era formada por átomos neutros e estendia-se por 50 milhões de quilómetros.
A fonte do sódio parecia ser a sua coma ou cabeleira interna, ainda que não fosse necessariamente o seu núcleo. Existem diversos mecanismos através dos quais se poderia gerar a fonte de átomos de sódio, incluindo colisões entre os grãos de poeira que rodeiam o núcleo ou sódio pulverizado proveniente de grãos de poeira atingidos pela radiação ultravioleta do Sol. De qualquer das formas, ainda não foi esclarecido qual o principal mecanismo responsável pela criação da cauda de sódio do cometa Hale-Bopp. componentes da cauda podem ter origens diferentes.
Enquanto a cauda de pó e poeira seguia invariavelmente a trajectória da sua órbita e a cauda de gás apontava quase que directamente em direcção ao Sol (uma vez que esta é formada pela dispersão de gases pelo vento solar), o rastro de sódio parecia permanecer entre estas duas, o que leva a supor que os átomos de sódio fossem conduzidos a partir da cabeça do cometa pela pressão da radiação solar.

### Abundância de deutério
Constatou-se que a proporção de deutério no Hale-Bopp, sob a forma de água pesada, era o dobro daquela existente nos oceanos da Terra. Se esta proporção for normal em todos os cometas, esta descoberta poderá demonstrar que a popular teoria de que os impactos de cometas terão sido a única fonte de água nos oceanos terrestres poderá estar incorrecta, ainda que possam ter contribuído com uma parte significativa desta.
Também detectou-se a presença de deutério em muitos outros compostos hidrogenados. Verificou-se que a percentagem de deutério em relação ao hidrogénio leve era variável entre diferentes compostos, pelo que os astrónomos creem que se trate de um indicativo de que o gelo cometário formou-se numa nebulosa interestelar e não na nebulosa solar. Os modelos teóricos existentes sobre a formação de gelo em nebulosas interestelares sugerem que o Hale-Bopp formou-se a temperaturas entre 25 K e 45 K (-248,15 °C e -228,15 °C).

### Compostos orgânicos
As observações espectroscópicas do Hale-Bopp revelaram a presença de muitos compostos orgânicos, alguns dos quais nunca haviam sido detectados noutros cometas. Estas moléculas complexas poderão ter origem no interior do núcleo, ou ter sido sintetizadas em reacções ocorridas na coma.

### Rotação
A actividade e libertação de gases no cometa não acontecia de forma uniforme sobre o núcleo, mas sim a partir de vários grandes jactos nalguns pontos específicos. As análises do material que jorrava destes géisers permitiu aos astrónomos determinar o período de rotação do corpo celeste, estabelecido em cerca de 11 horas e 46 minutos. Sobrepostas a esta rotação, havia algumas variações periódicas de vários dias, o que implicava a rotação do cometa sobre mais que um eixo.[carece de fontes?]

### Núcleo duplo

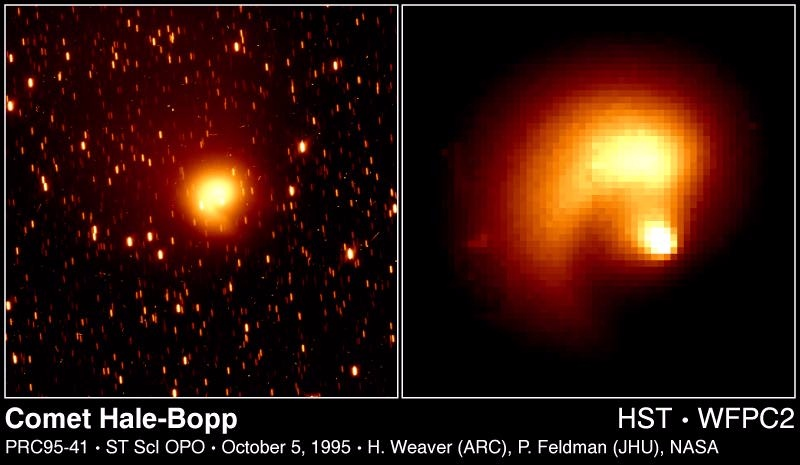
Imagens do Hale-Bopp obtidas a partir do Telescópio Hubble, onde surge o que parece ser um núcleo duplo.

Em 1999 surgiu uma publicação que sugeria a existência de um núcleo binário, procurando-se assim explicar o padrão de emissões de poeira observado. Esta publicação baseava-se meramente numa análise teórica e não incluía nenhuma observação deste núcleo satélite. No entanto, estimava-se que poderia ter cerca de 30 km de diâmetro, completando uma órbita a cada três dias a uma distância de 180 km do núcleo principal, que teria um diâmetro de 70 km.
Estes resultados foram alvo de grande discussão entre os astrónomos, já que nem as imagens de melhor resolução captadas pelo Telescópio Espacial Hubble revelaram a presença inequívoca de um núcleo duplo. Além do mais, de todas as observações de cometas que se fragmentaram nenhuma demonstrou ser de um núcleo binário estável. Dada a pequena massa dos núcleos cometários, a órbita de um núcleo binário seria facilmente alterada pela gravidade do Sol e dos planetas.[carece de fontes?]
As observações realizadas em finais de 1997 e princípios de 1998 pareciam mostrar um pico duplo no brilho do núcleo. No entanto, existe ainda uma certa controvérsia à volta deste assunto, uma vez que algumas observações apenas parecem poder ser explicadas através da presença de um núcleo duplo.

## Paranormal e superstição
Em muitas culturas os cometas têm sido vistos, historicamente, como portadores de maus presságios, tendo sido olhados com muito receio. Provavelmente devido ao grande interesse suscitado pela sua passagem e à extraordinária actividade e tamanho, o cometa converteu-se num foco de muitas crenças e teorias estranhas.[carece de fontes?]
Em Novembro de 1996, o astrónomo amador Chuck Shramek, de Houston, Texas, tirou uma imagem CCD ao cometa que mostrava um objecto desfocado levemente esticado nas suas extremidades. Quando o seu programa de computador não identificou o objecto como nenhuma estrela conhecida, Shramek ligou para o programa de rádio do locutor Art Bell para anunciar que havia descoberto um "objecto parecido com Saturno" seguindo o Hale-Bopp. Entusiastas do fenómeno OVNI, como o clarividente Courtney Brown, chegaram rapidamente à conclusão de que uma nave espacial estaria seguindo o cometa. Mais tarde, Art Bell reclamou ter obtido uma imagem do objecto através de um astrofísico anónimo que estava prestes a revelar a sua descoberta ao mundo. No entanto, os astrónomos Olivier Hainaut e David J. Tholen da Universidade do Hawai revelaram que a foto a que era feita referência era uma cópia alterada de uma das suas próprias imagens do cometa.
Meses mais tarde, a seita Heaven's Gate considerou a aparição do cometa como um sinal para levar a cabo o seu suicídio colectivo. Alegaram que abandonavam os seus corpos terrenos de forma a poderem viajar em direcção à nave que seguia o cometa e embarcar nesta, rumo a uma vida de iluminação.

## O legado do Hale-Bopp
Para quase todos os que o viram, o Hale-Bopp era simplesmente uma bonita e espectacular visão nos céus crepusculares. O longo período durante o qual permaneceu visível e a grande cobertura mediática de que foi alvo tornaram-no, provavelmente, o cometa mais observado da História, tendo um maior impacto entre o público em geral que o que teve o regresso do cometa Halley em 1986. Foi sem dúvida observado por mais pessoas que aquelas que presenciaram qualquer outra das aparições do Halley.
Foi um cometa que quebrou diversos recordes: foi o mais afastado do Sol descoberto até à época; o cometa com o maior núcleo conhecido; pôde ser observado à vista desarmada durante o dobro do tempo que o anterior detentor do recorde; e tinha brilho superior à magnitude 0 durante 8 semanas (mais tempo que qualquer outro cometa nos últimos mil anos).